# 富士急シティバス
富士急シティバス株式会社（ふじきゅうシティバス、FUJIKYUCITYBUS Inc. ）は、静岡県の沼津市・三島市・裾野市を中心に路線を運営する富士急行の路線バス・貸切バス子会社である。営業所記号は「E」を用いるが、これは富士急行静岡東（East）統括事業所（旧・沼津営業所。営業所記号は同じ）のエリアを引き継いだためである。
1995年1月6日に富士急行三島営業所を分社化して「富士急三島バス株式会社」として設立、2002年に静岡東統括事業所の沼津地区の路線バスも移管され、担当エリアが広がったことで「富士急シティバス」に社名変更した。これにより静岡県の沼津以東地区の富士急行グループのバスは、本体直営の御殿場営業所（現・富士急モビリティ）が管轄する御殿場地区を除き、富士急シティバスの担当となった。

## 沿革
- 1995年1月6日 - 富士急行三島営業所を分社化して、「富士急三島バス株式会社」として設立。貸切バス事業の全てと路線バス事業の一部（三島営業所分全部と沼津営業所分の一部）を「富士急三島バス」へ譲渡。
- 2001年 - 沼津営業所原車庫を閉鎖し沢田車庫に集約。
- 2002年 - 富士急行静岡東統括事業所の路線バスも移管される。同時に商号を「富士急シティバス株式会社」に変更。
- 2005年 - 本社営業所を現在地に移転し、三島営業所と沼津営業所の車庫を1つの場所に集約する。
- 2005年 - 沢地待機場を設置（給油・洗車機の設備は無い）三島地区で運用される車両や契約輸送等に使用される一部の貸切バスも留置されている。
- 2008年3月29日 本社営業所の路線バスでPASMO導入。
- 2008年9月30日 富士急行専用のバスカードの販売を終了。
- 2008年10月1日 富士急行専用のバスカードの無手数料での払い戻し開始。
- 2009年9月30日 富士急行専用のバスカードの利用を終了。

## 営業所・案内所所在地

### 営業所[2]
- 本社営業所 - 静岡県沼津市東椎路475
- 三島営業所 - 静岡県三島市沢地603-6

### 案内所
- 沼津駅南口窓口 - 沼津駅南口 Plaza Fontana Numazu Station C棟2階
- 三島駅南口窓口 - 三島駅南口 バスロータリー内

### 過去の営業所記号
- 1995年以前の営業所記号は以下の通りであった。
  - D…三島営業所　
  - E…沼津営業所　原車庫
  - K…沼津貸切営業所は杉崎町北(サンウェルぬまづ前)バス停に有った場所で貸切車両以外に他の富士急行吉原 富士 富士宮 三島 御殿場営業所の車両の待機場所としても使われた。

## 現行路線
車両外部の行先表示器のLED化により、系統番号が表示される機会は徐々に少なくなってきている。
2021年4月ごろから沼津地区にて系統番号の表示が始まっている。
路線バスでは、PASMO・Suicaおよび相互利用可能な交通系ICカードが利用できる。かつては富士急行独自のバスカードも利用できた。

### 根方線

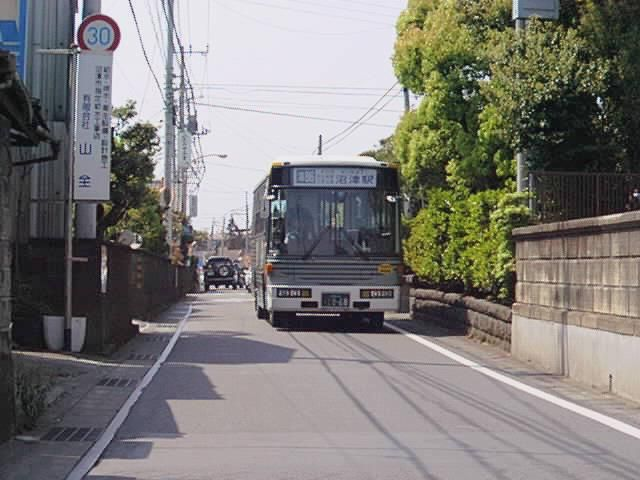
根方線

#### 江原公園（リコー通り）経由
| No. | 運行区間                                                                              |
| --- | ------------------------------------------------------------------------------------- |
| 811 | 沼津駅南口 - 江原公園 - 西沢田 - ららぽーと沼津                                       |
| 812 | 沼津駅南口 → 江原公園 → バイパス → ららぽーと沼津                                     |
| 813 | 沼津駅南口 - 江原公園 - 西沢田 - ららぽーと沼津 - 沼津市立病院                        |
| 815 | 沼津駅南口 - 江原公園 - 西沢田 - ららぽーと沼津 - 沼津市立病院 - 藤棚 - 鳥谷 - 東平沼 |

市内中心部と沼津駅より西側の地域を結ぶ。沼津駅北側の幹線道路であるリコー通りや根方街道を経由し、ららぽーと沼津や富士通沼津工場、東平沼などに至る。便によっては一部の区間で沼津バイパスを経由する。富士通沼津工場への通勤輸送を主眼に置いたダイヤとなっているほか、沼津学園桐陽高校、への通学輸送も担う。
かつては沼津駅と富士駅を結ぶ長距離系統を富士急静岡バス鷹岡営業所が運行していたが、2019年10月1日のダイヤ改正で東平沼で分割された。

#### 本田町経由
| No. | 運行区間                                                                                                  |
| --- | --- |
| 821 | 沼津駅南口 - 本田町 - マックスバリュ沼津沼北店 - 新沢田 - 中沢田 - 西沢田 - ららぽーと沼津                |
| 822 | 沼津駅南口 → 本田町 → マックスバリュ沼津沼北店 → バイパス → ららぽーと沼津                                |
| 823 | 沼津駅南口 - 本田町 - マックスバリュ沼津沼北店 - 新沢田 - 中沢田 - 西沢田 - ららぽーと沼津 - 沼津市立病院 |
| 827 | 沼津市立病院 → 西沢田 → 中沢田 → 新沢田 → マックスバリュ沼津沼北店 → 本田町 → 沼津駅                      |

沼津駅と沼津市立病院を本田町経由で結ぶ幹線。明電舎・フジクラ・リコーの各事業所への通勤輸送や誠恵高校への通学輸送を担う。日中1時間に1 - 2本が設定され、ノンステップ・ワンステップバスが優先的に使用される。822系統はららぽーと線と呼ばれる場合もある。

### 富士通線

#### 江原公園（リコー通り）経由
| No. | 運行区間                                                                                    |
| --- | ------------------------------------------------------------------------------------------- |
| 816 | 沼津駅南口 - 江原公園 - 西沢田 - ららぽーと沼津 - 沼津市立病院 - 藤棚 - 太陽の丘 - 富士通前 |
| 817 | 沼津駅南口 - 江原公園 - 西沢田 - ららぽーと沼津 - 沼津市立病院 - 藤棚 - 富士通前            |
| 818 | 沼津駅南口 ← 江原公園 ← 西沢田 ← ららぽーと沼津 ← 藤棚 ← 富士通前                           |
| 819 | 沼津駅北口 → 江原公園 → 西沢田 → 藤棚 → 富士通前                                            |
| 839 | 沼津駅北口 → 江原公園 → 藤棚 → 富士通前                                                     |

沼津駅北口発は平日朝のみ運行。2024年4月1日のダイヤ改正により、沼津駅南口 → 大岡四ツ口間廃止。

#### 大諏訪（旧東海道）経由
| No. | 運行区間                                                      |
| --- | ------------------------------------------------------------- |
| 948 | 富士通前 → 大諏訪 → 西間門 → 市道 → 沼津駅南口                |
| 949 | 沼津駅南口 - 市道 - 西間門 - 大諏訪 - 沼津市立病院 - 富士通前 |

平日朝夕のみ運行。

#### 天神ヶ尾（学園通り）経由
| No. | 運行区間                                                                           |
| --- | ---------------------------------------------------------------------------------- |
| 759 | 沼津駅南口 - サンウェルぬまづ前 - 市立高校前 - 天神ヶ尾 - 西沢田 - 藤棚 - 富士通前 |

#### 片浜駅発着
| No. | 運行区間                                             |
| --- | ---------------------------------------------------- |
| H19 | 片浜駅 - 大諏訪 - 沼津市立病院 - 柳沢入口 - 富士通前 |

2025年4月7日ダイヤ改正により、原駅発着興国寺通り経由から片浜駅発着沼津市立病院経由に変更しての運行となっている。

### 拓南東線
| No. | 運行区間                                             |
| --- | ---------------------------------------------------- |
| 751 | 沼津駅南口 - 天神ヶ尾 - 宮下入口 - 東名沼津 - 拓南東 |
| 755 | 沼津駅南口 - 天神ヶ尾 - 宮下入口                     |

沼津市岡宮、足高の地域輸送と、米久本社への通勤輸送、沼津市立高校、県立沼津東高校、暁秀中学・高校、沼津学園飛龍高校、沼津中央高校への通学輸送を担う生活路線。東名沼津ではJR東名ハイウェイバスに乗り換え可能だが、国鉄からJRへの移行後はハイウェイバスが急行（各停留所停車）しか止まらなくなり、年々減便されるなどして利便性が落ちている。755系統は752沼津ゴルフ場線のうち宮下入口発着に短縮した系統である。2024年4月1日のダイヤ改正により新設された。岡宮線と呼ばれる場合もある。751系統は事業者単独では路線を維持することは困難であることから、国の補助（地域内フィーダー系統確保維持国庫補助金）と沼津市の補助（沼津市生活バス路線維持費補助金）を受けて運行している。

### 北小林線・がんセンター線
| No. | 運行区間                                                |
| --- | ------------------------------------------------------- |
| 753 | 沼津駅南口 - 天神ヶ尾 - マーレ沼津工場前                |
| 754 | 沼津駅南口 - 天神ヶ尾 - マーレ沼津工場前 - がんセンター |

沼津市岡一色、大岡の地域輸送の他、マーレエレクトリックドライブズジャパン（旧・国産電機）本社への通勤と、国立沼津高専への通学輸送を担う。北小林線は国産電機線とも呼ばれる。国産電機の社名変更に伴い、2016年（平成28年）4月4日付で国産電機停留所が「北小林」に、従来の北小林停留所が「八坂神社前」に名称変更となった。その後、北小林停留所は「マーレ沼津工場前」に再度名称変更（2022年4月1日）。がんセンター発着便は平日のみ運行。
北小林線は事業者単独では路線を維持することは困難であることから、国（地域内フィーダー系統確保維持国庫補助金）と沼津市（沼津市生活バス路線維持費補助金）の補助を受けて運行している。
がんセンター線についても同様に事業者単独では路線を維持することは困難であることから、国（地域間幹線系統確保維持費国庫補助金）・県（バス運行対策費補助金）の補助を受けて運行している。

### 運動公園線
| No.  | 運行区間                                                                                       |
| ---- | ---------------------------------------------------------------------------------------------- |
| 711  | 沼津駅南口 - 沼津駅北口 - 江原公園 - 駿河台 - 高砂町 - あしたか運動公園                        |
| 712  | 沼津駅南口 - 沼津駅北口 - 江原公園 - 駿河台 - 高砂町 - 東部運転免許センター - あしたか運動公園 |
| 731  | 沼津駅南口 - 沼津駅北口 - 柳町 - 高尾台 - あしたか運動公園                                     |
| 直行 | 沼津駅北口 - あしたか運動公園                                                                  |

711・712系統は駿河台線と呼ばれることもある（根方線に含まれる場合もある）。また、712系統は平日のみ運行となっている。さらに、731系統は土曜休日のみの運行となっている。直行便は愛鷹広域公園多目的競技場でJリーグの試合が開催される場合のみ運行する。

### 免許センター線
| No. | 運行区間                                                           |
| --- | ------------------------------------------------------------------ |
| 732 | （沼津駅南口 - ）沼津駅北口 - 柳町 - 高尾台 - 東部運転免許センター |

静岡県警察東部運転免許センターへの足として免許試験受験者の需要がある。朝9時より前に沼津駅を発車する便は北口始発となる。本路線は事業者単独では路線を維持することは困難であることから、国の補助（地域内フィーダー系統確保維持国庫補助金）と沼津市の補助（沼津市生活バス路線維持費補助金）を受けて運行している。

### 高尾台線
| No. | 運行区間                                |
| --- | --------------------------------------- |
| 733 | 沼津駅南口 - 沼津駅北口 - 柳町 - 高尾台 |

### 東海道線
| No. | 運行区間                                                  |
| --- | --------------------------------------------------------- |
| 941 | 沼津駅南口 - 大諏訪 - 沼津市立病院 - ららぽーと沼津       |
| 943 | 沼津駅南口 - 大諏訪 - 片浜駅 - 西今沢 - 原駅 - 東田子浦駅 |
| 944 | 沼津駅南口 - 大諏訪 - 片浜駅                              |
| 944 | 原駅 → 市営原団地 → 片浜駅 → 大諏訪 → 沼津駅南口          |

旧国一通り、静岡県道163号東柏原沼津線を通って沼津市中心部と西部を結ぶ。かつては東田子浦駅から先、吉原中央駅（富士市）まで運行していたが（沼04）、路線が分割されて東田子浦駅以西は富士急静岡バスが運行している。2022年4月のダイヤ改正に伴い、片浜駅・原駅の駅前ロータリーに乗り入れている。943系統は原線、944系統は沼津駅・片浜駅線とそれぞれ呼ばれる場合もある。原駅発原団地経由沼津駅南口行は平日朝1便のみ運行となっている。
本路線は事業者単独では路線を維持することは困難であることから、943系統（原線）は国（地域間幹線系統確保維持費国庫補助金）・県（バス運行対策費補助金）の補助を、944系統系統は国の補助（地域内フィーダー系統確保維持国庫補助金）と沼津市の補助（沼津市生活バス路線維持費補助金）を受けて運行している。

### 片浜・柳沢線
| No. | 運行区間                                    |
| --- | ------------------------------------------- |
| K47 | 片浜駅 - ゆうあいクリニック前 - 鳥谷 - 柳沢 |

2022年4月1日に運行開始した路線。柳沢線を補完する路線として誕生。柳沢入口～愛鷹中学校入口間及び片浜駅での乗り継ぎを行う場合は乗継割引を受けられる。本路線は事業者単独では路線を維持することは困難であることから、国の補助（地域内フィーダー系統確保維持国庫補助金）と沼津市の補助（沼津市生活バス路線維持費補助金）を受けて運行している。

### 須山線
- 三島駅 - 裾野駅 - 佐野 - 御宿 - 呼子団地入口 - 下和田中 - 帝人アカデミー富士入口 - 須山
- 裾野駅 - 佐野 - 御宿 - 呼子団地入口

三島駅から裾野駅を経て、佐野までは御殿場線とほぼ同じ。そこから分かれて県道24号線を上がり、富士山麓の須山まで行く。裾野市佐野・御宿・富岡・今里・下和田・須山と市内中心部を結ぶ生活路線であり、トヨタ自動車東富士研究所、ヤクルト本社富士裾野工場などの近くも通る。2022年4月のダイヤ改正により、下和田・帝人アカデミー富士を全便経由するようになった（2024年4月1日のダイヤ改正により、下和田・帝人アカデミー富士は廃止）。2024年4月1日のダイヤ改正により、中今里経由は廃止。また、御宿止は呼子団地入口まで延長。平日上りの始発便は御宿発。
事業者単独では路線維持が困難なことから、国・県の補助（地域間幹線系統確保維持費国庫補助金）を受けて運行している。

### ぐりんぱ・イエティ線／富士山富士宮口五合目線
- 特快：三島駅 -- 裾野駅 - 佐野 - 御宿 - 下和田入口 - 帝人アカデミー富士入口 - 須山 - 富士サファリパーク（朝の1便のみは富士サファリパーク営業時間前の為通過） - ぐりんぱ - イエティ - 水ヶ塚公園 - 富士宮口五合目

途中の須山までは須山線とほぼ同じで、そこから山を上がって富士サファリパーク、ぐりんぱ、スノータウンYetiまで行く観光客輸送路線。三島駅 - イエティ間は特快で2往復が毎日運転される。春・秋は水ヶ塚公園まで延長運転するほか、夏は富士山富士宮口五合目発着の季節運行便が運転される。
以前は特急便や三島駅北口経由の便もあったが現在では廃止されている。

### トヨタ自動車東日本線
- 三島駅 - 裾野駅 - 佐野 - トヨタ東日本前 - トヨタ東富士研究所 - 御殿場特別支援学校

三島市内からトヨタ東日本東富士工場、トヨタ東富士研究所へ通勤する社員のための路線。朝に三島駅発、夕方トヨタ東富士発の2往復が設定され、そのうち朝の1本は御殿場特別支援学校まで行く。

### 裾野線
- 三島駅 - 徳倉 - 裾野駅（案内放送は「徳倉経由裾野駅行き」）

### 桜堤線
- 三島駅 - 三島駅北口 - 桜堤 - 裾野駅

（案内放送は「桜堤経由裾野駅行き」）2013年4月8日より運行開始。本路線は事業者単独では維持が困難なため、国（地域間幹線系統確保維持費国庫補助金）・県（バス運行対策費補助金）の補助を受けて運行している。

### 光ヶ丘線
- 三島駅 - 光ヶ丘一丁目 - 光ヶ丘 - 三島駅

### 沢地線
- 三島駅 - 光ヶ丘一丁目 - 光ヶ丘 - 沢地

※終点の少し先に三島営業所（沢地待機所）がある

### 富士ビレッジ線
- 三島駅 - 徳倉 - 谷戸 - 富士ビレッジ

※平日のみ運行

### 芙蓉台線
- 三島駅 - 徳倉 - 芙蓉台

### がんセンター線・ベックマン・コールター線・駿河平線

#### 三軒家経由
- 三島駅 - 下土狩駅 - 長泉役場前 - 長泉なめり駅 - 荻素橋 - 下長窪 - がんセンター
- 三島駅 - 下土狩駅 - 長泉役場前 - 長泉なめり駅 - 荻素橋 - 下長窪 - がんセンター - ベックマン・コールター
- 三島駅 - 下土狩駅 - 長泉役場前 - 長泉なめり駅 - 荻素橋 - 下長窪 - がんセンター - ベックマン・コールター前 - 駿河平

#### 八幡神社前・ウェルディ長泉経由
- 三島駅 - 三島駅北口 - 八幡神社前 - 下土狩駅 - 長泉役場前 - 長泉なめり駅 - ウェルディ長泉 - がんセンター（ - ベックマン・コールター）

#### フレスポ長泉・高橋経由
- 三島駅 - 三島駅北口 - フレスポ長泉前 - 高橋 - 下長窪 - がんセンター - ベックマン・コールター（毎日1往復のみ運行）
- 三島駅→三島駅北口→フレスポ長泉前→高橋 - 下長窪→がんセンター（平日1便のみ運行）

三軒家は三島駅方向に限り降車専用。2025年4月6日まで三軒家経由のうち、三島駅方面行は下土狩駅を経由しない。2022年4月のダイヤ改正により、駿河平線もがんセンターを経由するようになった。また、がんセンター線とベックマン・コールター線の一部便がフレスポ長泉を経由するようになった。その他、ベックマン・コールターとベックマン・コールター前ではバス停の位置が異なる。2024年4月1日のダイヤ改正により、広小路経由は廃止となった。
2025年4月7日ダイヤ改正により、快速を廃止してフレスポ経由（通称：ひいらぎ線）を除きすべての系統で下土狩駅経由に変更する。
がんセンター線（三軒家経由）及びベックマン・コールター線、駿河平線は事業者単独では路線維持が困難なことから、国（地域間幹線系統確保維持費国庫補助金）・県（バス運行対策費補助金）の補助を受けて運行している。

### 直行 ららぽーと沼津線
- 三島駅 - (直行) - ららぽーと沼津

※運賃500円
※多客期限定で運行

### 特急 富嶽ライナー
- 三島駅南口 （← 三島駅北口） - （無停車） - 富士宮口五合目
  - 2025年7月10日 - 運行開始[3]

2025年7月より、静岡県が富士山の入山時間を3時から14時に制限した事で、通常の路線バスでは日帰り登山は難しいと判断し、新たに設定された。

### 三島・河口湖ライナー
- 三島駅 - 新東名高速道路 （東富士五湖道路）- 富士山 山中湖（ホテルマウント富士入口）（一部） - 富士山パーキング（富士登山期間のみ） - 富士急ハイランド - 河口湖駅 （富士急バス本社営業所と共同運行）

- 三島駅 - 新東名高速道路 （東富士五湖道路）（→ 富士山 山中湖 → 富士急ハイランド → 河口湖駅） - 河口湖ステラシアター（イベント開催日のみ）

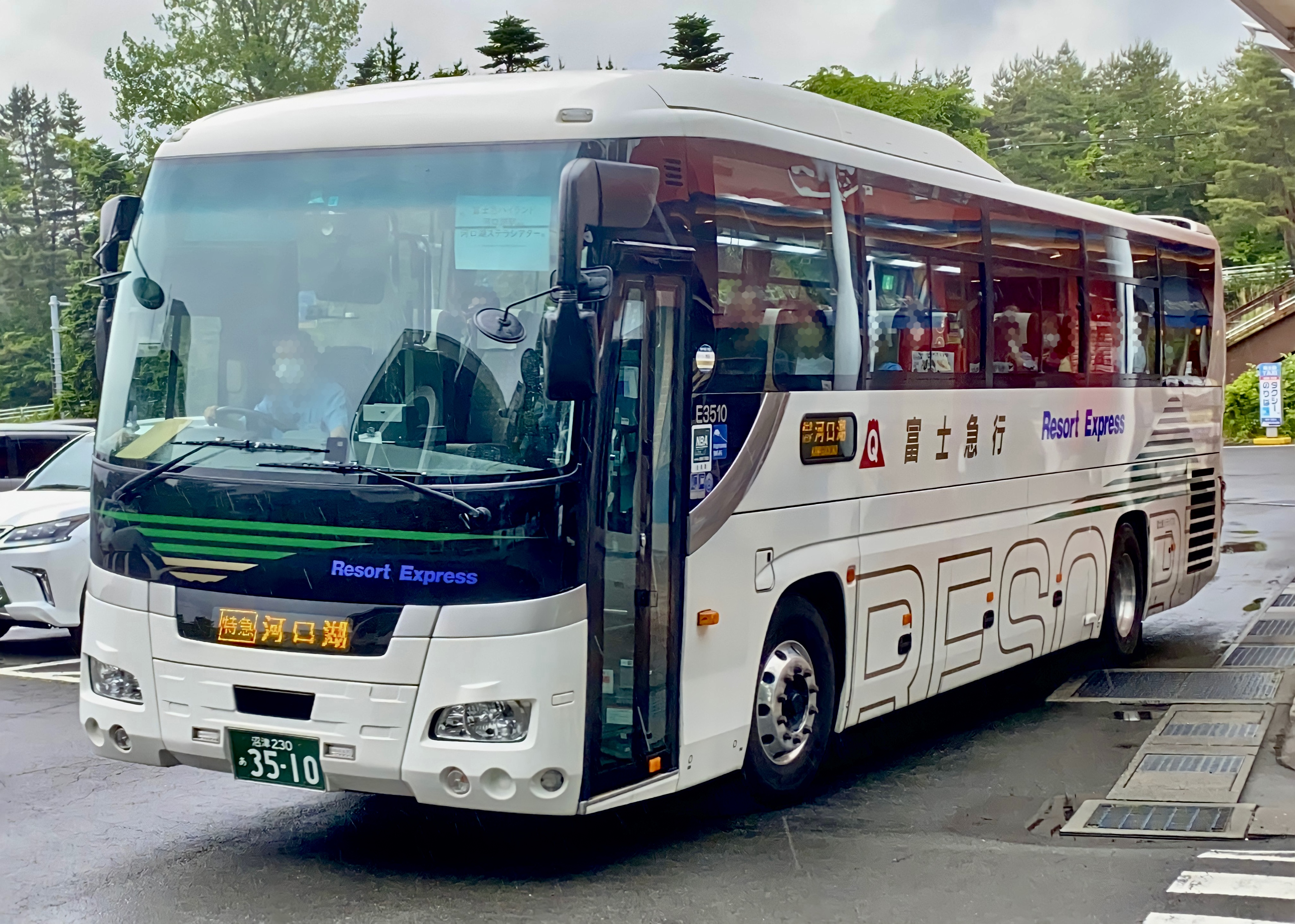
三島・河口湖ライナー、臨時河口湖ステラシアター行き（富士急ハイランドにて撮影）

静岡市以西から東海道新幹線経由で富士五湖方面へ向かう観光客の需要を当て込み、2010年（平成22年）4月5日付で開設された。1日9往復運転される。三島駅発10時台 - 18時台の便は13時台を除き新大阪方面からの上り「ひかり」号との接続を考慮しており、京阪神や名古屋方面から富士五湖方面へのアクセスの利便性向上を図っている。高速自動車国道は走行しないが自動車専用の東富士五湖道路を通行するため、高速バス用の車両を使用する。
当初は1日2往復の運行を基本とし、土休日および4月24日 - 5月9日、7月17日 - 8月31日、12月29日 - 1月10日、3月26日 - 4月3日の間は2往復増便され、4往復の運行となっていた。三島駅 - 御殿場駅間は御殿場線と同じルートで走行し途中裾野駅入口、岩波駅、御殿場駅にも停車していたが、2012年（平成24年）4月のダイヤ改正で裾野と岩波、翌2013年（平成25年）4月の改正で御殿場駅での停車扱いを終了、裾野市から御殿場市内にかけて裾野バイパス経由に変更されて事実上の直行化が図られた。2017年4月からは1日8往復に増強、その後さらに増便され2021年5月からは新東名高速道路経由になり時間短縮された

### 高速バス

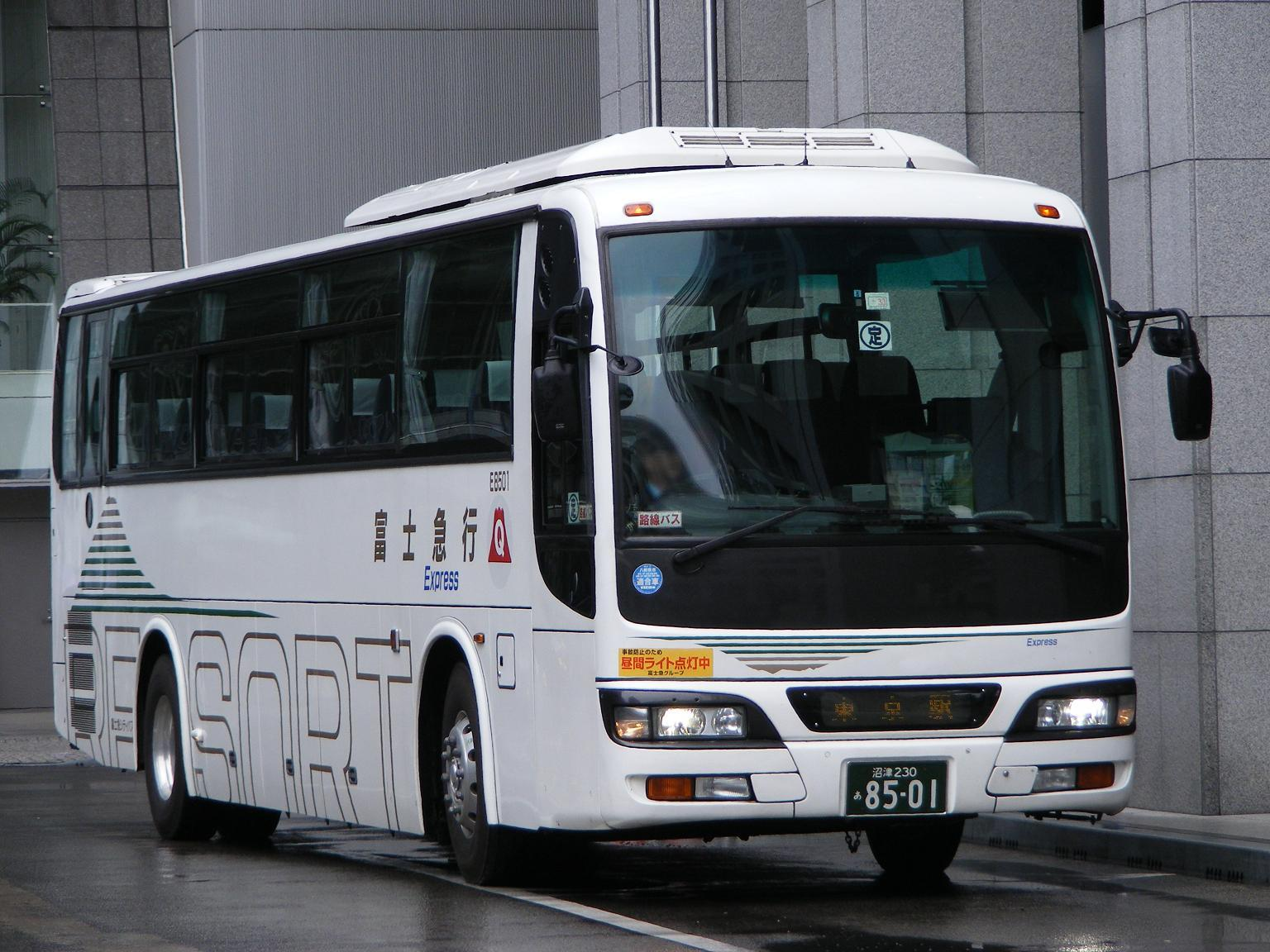
高速バス 東京駅線 E8501

さんさんぬまづ・東京号
富士急沼津営業所 - 沼津駅北口 -（国道246号バイパス・東名高速道路経由）- 六本木ヒルズ（土曜休日のみ1往復） - 東京駅 － 新木場駅（土曜休日の上り1本のみ）（2009年までJRバス関東東京支店と共同運行）
さんさんぬまづ・新宿号
富士急沼津営業所 - 沼津港（1日1往復のみ） - 沼津駅北口 -（国道246号バイパス・東名高速道路経由）- 渋谷マークシティ - バスタ新宿（新宿駅）
京王バスが撤退し、2023年10月1日より単独運行となった。
みしまコロッケ号
三島駅 - 渋谷マークシティ - バスタ新宿

### 受託路線

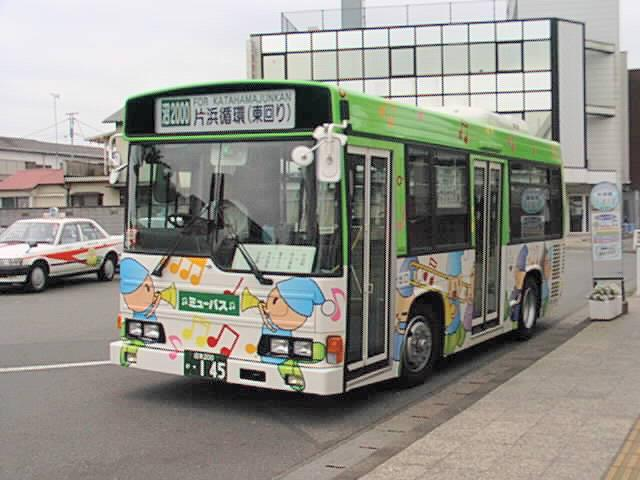
「ミューバス」富士急シティバスE2051（ノンステップバス）

各自治体から委託を受けて以下の自主運行バス・コミュニティバスを運行している。

#### 沼津市コミュニティバス「ミューバス」
- 原・浮島線
  - 原駅 - 西郵便局前 - 東根古屋 - 東平沼 - 浮島地区センター
  - 原駅 - 西郵便局前 - 東根古屋 - 東平沼 - 浮島地区センター - 石川 - 荒久
  - 原駅 - 市営原団地 - 東根古屋 - 東平沼 - 石川 - 荒久
  - 原駅 - 西郵便局前 - 東根古屋 - 東平沼 - 石川 - 荒久
  - 原駅 - 西郵便局前 - 東根古屋 - 東平沼 - 石川 - 沼津アクアプラザ - 原新田 - 原駅

#### 沼津市コミュニティバスららぽーと・原団地・原駅線
| No. | 運行区間                                                                                        |
| --- | ----------------------------------------------------------------------------------------------- |
| H42 | 原駅 - 市営原団地 - 県営原団地 - 今沢団地入口 - 片浜駅 - 大諏訪 - 沼津市立病院 - ららぽーと沼津 |

一部、片浜駅発着便もある（平日のみ）。

#### 裾野市自主運行バス裾野市内循環線
- 東西線（月・火・木運行）：青葉台団地 - 県営茶畑団地 - 裾野駅 - 裾野赤十字病院 - 町田 - 裾野市民文化センター前 - 御宿 - 東急千福が丘
- 南北線（水・金運行）：裾野駅 - 富沢 - 裾野駅 - 裾野赤十字病院 - 町田 - 裾野市民文化センター前 - 深良支所 - 岩波富士見橋 - 東名裾野病院 - 裾野市民文化センター前 - 町田 - 裾野赤十字病院 - 裾野駅 - 富沢 - 裾野駅

2022年4月のダイヤ改正で、青葉台団地方面線と東急千福が丘線、すそのーる各線が統合再編して誕生した路線。両路線とも祝日・お盆休み・年末年始は運休。両路線ともに、6便の運行で第1便と第6便は渋滞回避のため、短縮ルートでの運行となる。国の補助（地域内フィーダー系統確保維持国庫補助金）を受けて運行している。
2023年9月30日までのルートは以下の通り。
- 青葉台・千福が丘ルート（月・火・木運行）：裾野駅 - 佐野 - 裾野赤十字病院 - 県営茶畑団地 - 青葉台団地 - 麦塚 - 水窪 - 富沢 - 裾野駅 - 石脇 - 千福が丘入口 - 東急千福が丘 - 御宿 - 裾野市民文化センター前 - 佐野 - 裾野駅
- 青葉台・岩波ルート（水・金運行）：裾野駅 - 佐野 - 裾野赤十字病院 - 県営茶畑団地 - 青葉台団地 - 麦塚 - 水窪 - 富沢 - 裾野駅 - 裾野赤十字病院 - 町田 - 福祉保健会館前 - 裾野市総合グランド前 - 岩波富士見橋 - 深良支所 - 町田 - 裾野赤十字病院 - 裾野駅

#### 三島市自主運行バス見晴台線
- 三島駅 - 徳倉 - 芙蓉台 - 見晴台南
  - 長きにわたって富士急シティバスの自社路線であったが、令和6年4月1日に伊豆佐野線とともに三島市自主運行路線化した。県の補助（市町自主運行バス事業費補助金）を受けて運行している。

#### 三島市自主運行バス伊豆佐野線
- 三島駅 - 徳倉 - 芙蓉台 - 伊豆佐野
  - 長きにわたって富士急シティバスの自社路線であったが、令和6年4月1日に見晴台線とともに三島市自主運行路線化した。県の補助（市町自主運行バス事業費補助金）を受けて運行している。

### 受託運送
企業の受託輸送を行っている。
富士通
- 三島駅北口 - 富士通
- 沼津駅北口 - 富士通

東芝機械
- 沼津駅北口 - 東芝機械

キヤノン
- 三島駅北口 - キヤノン富士裾野リサーチパーク（富士急静岡タクシーとの共同運行、一部便は岩波駅経由）
- 岩波駅 - キヤノン富士裾野リサーチパーク

トヨタ自動車・トヨタ自動車東日本
- 岩波駅 - トヨタ東日本前 - トヨタ東富士研究所

御殿場高原ビール・時之栖
- 三島駅北口 - 岩波駅 - 御殿場高原・時之栖（セノン（セコムグループ）と共同運行）

スルガ銀行
- 三島駅北口 - スルガ平本部

御殿場プレミアム・アウトレット
- 御殿場プレミアム・アウトレット - 各臨時駐車場（土日祝日、夏季、年末年始などのピーク時）（伊豆箱根バス三島営業所、東海バス沼津営業所と共同運行）

コイト電工
- 三島駅北口 - コイト電工

クレマチスの丘
- 三島駅北口 → 健康公園（乗車専用） → クレマチスの丘 → ベルナール・ビュフェ美術館
- ベルナール・ビュフェ美術館 → クレマチスの丘 → 健康公園（降車専用） → 三島駅北口

サントムーン柿田川
- 三島駅 - サントムーン柿田川無料シャトルバス（土日祝日のみ）
- 令和7年7月12日からは三島駅から楽寿園正門前(楽寿園前バス停)に発着変更この為三島駅には乗入れしない

※2015年4月から運行を担当（2015年3月迄は東海バス沼津営業所が担当していた）

### スクールバス
- S11・S12：沼津駅南口 - （沼津駅北口） - 沼津東高等学校
- S21・S22：沼津駅南口 - （沼津駅北口） - 暁秀高等学校
- 沼津駅北口 - 誠恵高等学校
- 三島駅南口・北口 - 不二聖心女子学院
- A : 沼津ゴルフ場 - 金岡小学校
- B : 宮下入口 - 金岡小学校

※学校登校日のみ運行,休校日は運休
※学校行事などが開催されるときは、時刻の変更や増発を行う場合がある

### お出掛けシャトルバス（実証実験路線）
- 沼津駅北口 - 駿河湾沼津サービスエリア

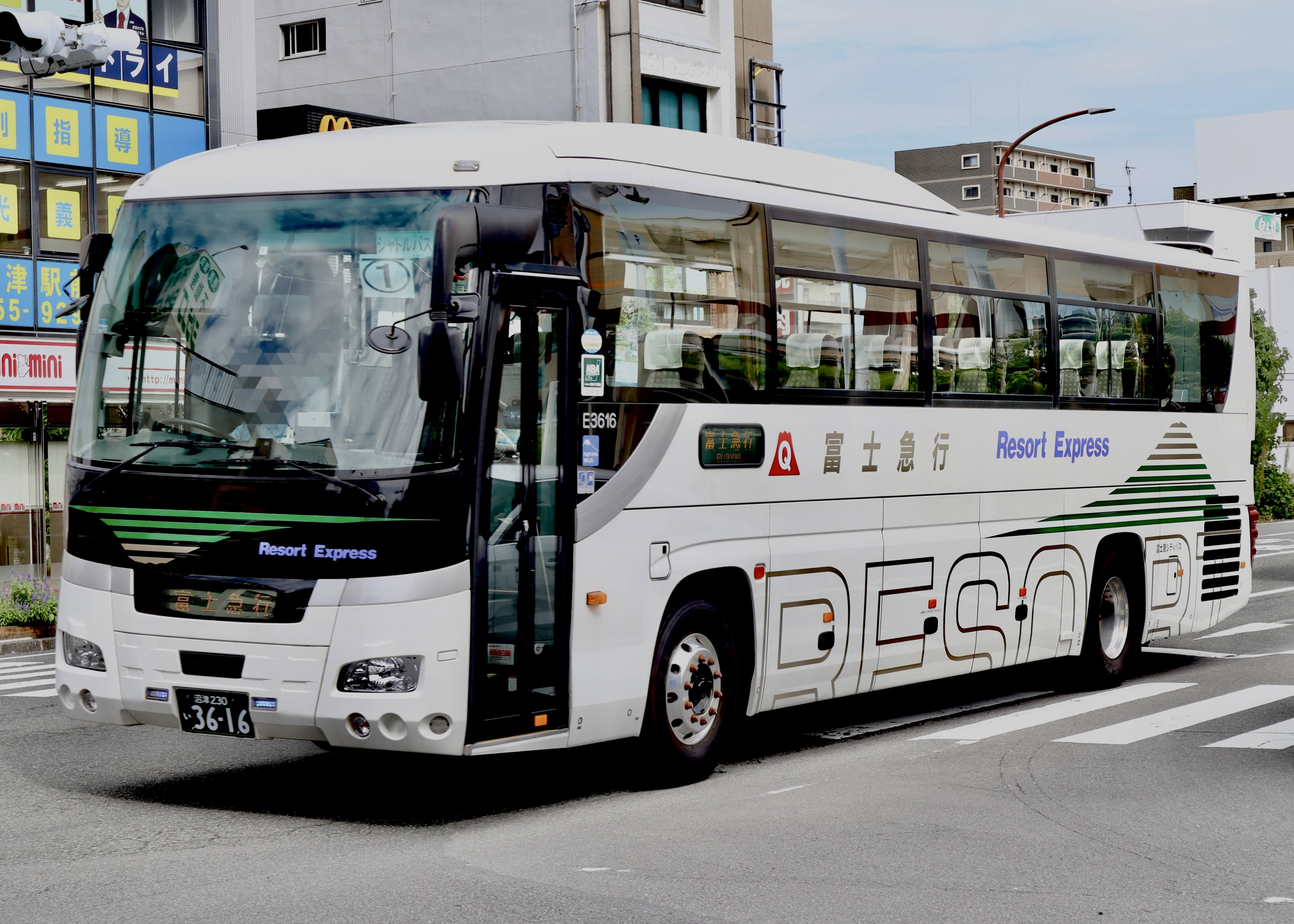
トイレ付きお出掛けシャトルバス（E3616号車）

- ららぽーと沼津 - 駿河湾沼津サービスエリア
  - 2023年7月18日：平日限定有料シャトルバスとして運行。（実証期間は2023年7月18日〜2023年12月28日）

- 沼津駅北口 - 駿河湾沼津サービスエリア - ららぽーと沼津
  - 2022年10月3日：平日限定無料シャトルバスとして運行開始。（実証期間は2022年10月3日〜2023年2月10日）
- 沼津駅北口 - ヴァンジ彫刻庭園美術館 - ビュフェ美術館
  - 2022年10月17日：月・火・金曜日のみの期間限定無料シャトルバスとして運行開始。（実証期間は2022年10月17日〜11月29日）

## 廃止路線

### 桜堤線（一部系統の廃止）
- 三島駅 - 三島駅北口 - 桜堤 - 徳倉 - 三島駅（桜堤先回り）
- 三島駅 - 徳倉 - 桜堤 - 三島駅北口 - 三島駅（徳倉先回り）

路線リニューアルのため、2013年（平成25年）4月7日限りで廃止。

### 駿河平線（一部系統の廃止）
- 沼津駅 - 天神ヶ尾 - がんセンター - 駿河平
- 長泉なめり駅 - がんセンター - 駿河平

2011年（平成23年）4月3日限りで廃止。

### 東海道線（一部系統の廃止）
- 沼津駅 - 原駅
- 原駅 - 沼津市立病院

「ミューバス」原循環線に移行のため、2001年に廃止。

### 東海大線
- 原駅 - 東平沼 - 東名原入口 - 東海大学
- 原駅 - バイパス - 東名原入口 - 東海大学

東海大学沼津校舎へのアクセス路線。同校舎に置かれていた開発工学部の廃止により校舎が閉鎖されたため、2014年（平成26年）4月限りで廃止。

### 須山線（一部系統の廃止）
- 岩波駅 - 須山

### 深良原線
- 裾野駅 - 深良原

「すそのーる」深良原線の運行開始に伴い、2008年10月31日限りで廃止。

### 桃沢野外活動センター線
- 三島駅 - 三島駅北口 - 八幡神社前 - 下土狩駅 - 北小林 - 下長窪 - 桃沢野外活動センター

土休日のみ運行。2021年（令和3年）4月に廃止。

### 北小林線
- 三島駅 - 広小路 - 下土狩駅 - 北小林

平日のみ運行。2021年（令和3年）4月に廃止。

### 御殿場線（運行撤退）
- 三島駅 - 裾野駅入口 - 岩波駅 - 御殿場駅（富士急行御殿場営業所と共同運行→富士急行の単独運行化）

JR御殿場線と多くの部分で並行するが、御殿場駅と東海道新幹線乗換駅である三島駅への短絡ルートとして地元利用者に重宝される。その他三菱アルミニウム富士製作所、矢崎総業本社工場（Y-CITY）、トヨタ自動車東日本（旧・関東自動車工業）東富士工場などへの通勤輸送、御殿場駅での河口湖線接続による富士五湖方面への観光客輸送の側面も持つ。2010年に前述の特急「三島・河口湖ライナー」が新設される以前は、観光客の乗車がかなりの割合を占めた。
従来富士急行と共同運行していたが、2018年4月2日のダイヤ改正で富士急シティバスは運行から撤退し、富士急行の単独運行となった。この際、平日12.5往復・土休日11.5往復から毎日5往復へ大幅に減便された。

### 天神ヶ尾線（一部系統の廃止）
- 沼87：杉崎町北 → 天神ヶ尾 → バイパス → 富士通前
- 沼津駅 - 天神ヶ尾 - 沼津高専
- 三島駅 - 下土狩駅 - 沼津高専 - 小林台

### 青葉台団地方面線
- 裾野駅 - 裾野赤十字病院 - 青葉台団地

平日1往復のみ運行。

### 東急千福ヶ丘線
- 裾野駅 - 佐野 - 東急千福ヶ丘

### 原団地線
- 942：沼津駅南口 - 大諏訪 - 片浜駅入口 - 西今沢 - 原団地

### 柳沢線（一部系統の廃止）
- 947：柳沢 → 鳥谷 → 藤棚 → 沼津市立病院 → 大諏訪 → 沼津駅南口

### 根方線

#### 東桃郷循環・下香貫循環
| No.     | 運行区間 |
| ------- | --- |
| N26→N11 | 沼津駅 → 槙島 → 馬場 → 塚田 → 東桃郷公民館前 → 馬場 → 槙島 → 沼津駅 → 江原公園 → 西沢田 → 藤棚 → 沼津市立病院                   |
| N11→N27 | 沼津市立病院 → 藤棚 → 西沢田 → 江原公園 → 沼津駅 → 槙島 → 馬場 → 塚田 → 東桃郷公民館前 → 下香貫 → 木の宮 → 馬場 → 槙島 → 沼津駅 |
| N11→N32 | 沼津市立病院 → 藤棚 → 西沢田 → 江原公園 → 沼津駅 → 槙島 → 馬場 → 木の宮 → 下香貫 → 塚田 → 東桃郷公民館前 → 馬場 → 槙島 → 沼津駅 |

2023年3月31日まで東海バス沼津営業所と共同運行を行っていた。

沼津市立病院へのアクセスの利便を図るため、根方線と東海バスの東桃郷・木の宮線【N26・N27・N32】系統を組み合わせた路線。沼津駅 - 江原公園 - 沼津市立病院の区間では東海バスの回数券も利用可能となっている。(※ららぽーと沼津・火の見下南停留所は富士急シティバス単独運行なので利用不可)

#### 本田町経由
| No. | 運行区間                                                                 |
| --- | ------------------------------------------------------------------------ |
| 829 | 沼津駅北口 → 西高沢町 → 開北小前 → 本田町 → リコー前 → 新沢田 → 富士通前 |

2023年4月2日をもって運行を終了した。

#### 江原公園経由
| No. | 運行区間                                             |
| --- | ---------------------------------------------------- |
| N11 | 沼津市立病院 → 藤棚 → 西沢田 → 江原公園 → 沼津駅南口 |

2025年4月4日をもって運行を終了。

#### 天神ヶ尾（学園通り）経由
| No. | 運行区間                                                                                  |
| --- | ----------------------------------------------------------------------------------------- |
| 757 | 沼津駅北口 → サンウェルぬまづ前 → 市立高校前 → 天神ヶ尾 → 中沢田 → ららぽーと沼津         |
| 758 | 東平沼 → 鳥谷 → 西沢田 → 中沢田 → 天神ヶ尾 → 市立高校前 → サンウェルぬまづ前 → 沼津駅南口 |

2025年4月7日ダイヤ改正により、運行終了。757は平日昼1便のみ運行、ららぽーと線と呼ばれることもある。758は毎日朝1便のみ運行であった。

### 沼津ゴルフ場線
| No. | 運行区間                                        |
| --- | ----------------------------------------------- |
| 752 | 沼津駅南口 - 天神ヶ尾 - 東名沼津 - 沼津ゴルフ場 |

2024年4月1日のダイヤ改正により宮下入口発着の短縮となった（755系統）。平日は3往復、土日祝は1往復のみの運行となっていた。

### 柳沢線
| No. | 運行区間                                                                            |
| --- | ----------------------------------------------------------------------------------- |
| 814 | 沼津駅南口 → 江原公園 → 西沢田 → ららぽーと沼津 → 沼津市立病院 → 藤棚 → 鳥谷 → 柳沢 |

2024年4月1日のダイヤ改正により廃止となった。2022年4月のダイヤ改正により、19時以降のみの運行となっていた。日中は片浜駅と柳沢地区を結ぶK47片浜・柳沢線が代替路線となっている。

### 富士通線

#### 大岡・沼津城北高校経由
| No. | 運行区間                                                              |
| --- | --------------------------------------------------------------------- |
| 756 | 沼津駅北口 → 大岡四ツ口 → 大岡駅 → （沼津城北高校 → ）藤棚 → 富士通前 |

2024年4月1日のダイヤ改正により廃止された。756系統は平日朝1便のみ運行。開校日のみ沼津城北高校を経由した。

### コミュニティバス

#### 沼津市「ミューバス」
- 原循環（東回り/西回り）：原駅 - 大塚 - 原東小学校 - 原団地 - 西添町 - 原駅

　富士急静岡タクシーに移管の上、ジャンボタクシーに変更された。
- 平沼循環（東回り/西回り）：原駅 - ニュータウン原 - 東平沼 - 沼津陸運局 - 原駅

- 片浜循環（東回り/西回り）：片浜駅 - 今沢団地 - 今沢小・中学校 - 根方 - 藤棚 - 沼津市立病院 - 片浜駅

2000年から運行開始。系統番号も［沼2000］となっている。専用カラーの車両を4台所有。全て日野・レインボーHRノンステップ車。2000年に導入された2台は7m車。

#### 裾野市「すそのーる」
2008年11月1日運行開始。専用カラーの車両を3台所有。全て日野・ポンチョ。2022年3月末をもって運行終了した。東急千福が丘線と青葉台団地方面線と統合再編した。
- 裾野・岩波線
- 裾野・富岡線
- 青葉台・長泉なめり線

#### 裾野市自主運行バス岩波駅循環線（岩波循環線）
- 岩波駅 - トヨタ東富士研究所 - 今里 - 背越 - 下和田上 - 呼子団地 - 今里 - トヨタ東富士研究所 - 岩波駅

2005年4月6日運行開始。2024年3月29日をもって運行終了。トヨタ自動車東富士研究所、トヨタ自動車東日本東富士工場の出退勤に合わせて運行。朝の出勤は1本だけだが、交代勤務者の出勤となる夕方時間帯には3本設定されている。また、ヤマト運輸静岡主管支店・裾野ベースへの通勤輸送にも活用されている。

## 車両
富士急行全体としては日野車が中心であるが、静岡地区ではいすゞ車の導入も目立っており、いすゞの路線車は当時は沼津営業所のみの納車であった。その後はUDトラックス（旧:日産ディーゼル）車の比率も高まった。
1977年に導入されたいすゞBU04（日野車体）で導入されたE5750（沼津22く4）は、沼津ナンバーで最初に新車扱いで登録された。
CNGバスは導入されていないが、2008年には富士急シティバス初の低公害バス「エバーグリーンシャトル」として日野・ブルーリボンシティハイブリッドが2台導入された。
富士急グループのエリアでは最も都市化が進んでいるエリアのため、他社の都市部で導入されているような車両は、富士急グループ内では最も導入が早い。ノンステップバスの導入も富士急グループでは最も早い1999年である。LED方向幕装備のため、沼津地区用と三島地区用で車両の交換がよく行われている。
なお、岳南鉄道の路線バス事業廃止に伴い、一部の車両が移籍している。もともと岳南鉄道バスは日産ディーゼル車も多かったため、日産ディーゼル車の比率が高くなった。岳南鉄道バスには後部方向幕がなかったこと、バンパーが銀色だったこと（富士急行オリジナル車は白色）、車内座席のモケットが赤色（オリジナル車は緑色）であったことから識別可能であった。また、富士急行には存在しない、富士重工6E形ボディの車両も存在した
特筆すべき車両として、高速用のE3408と一般路線用のE3661は『ラブライブ!サンシャイン!!』のラッピングが施されている。富士急ハイランドの高飛車やぐりんぱなど富士急グループ施設の広告を施したラッピング車も配置している。
貸切車両の日野セレガE2821 伊豆230あ2821は(富士急行観光から移籍)富士急シティバス初の伊豆ナンバーで登録された(出先車庫が有る三島沢地で登録された為)

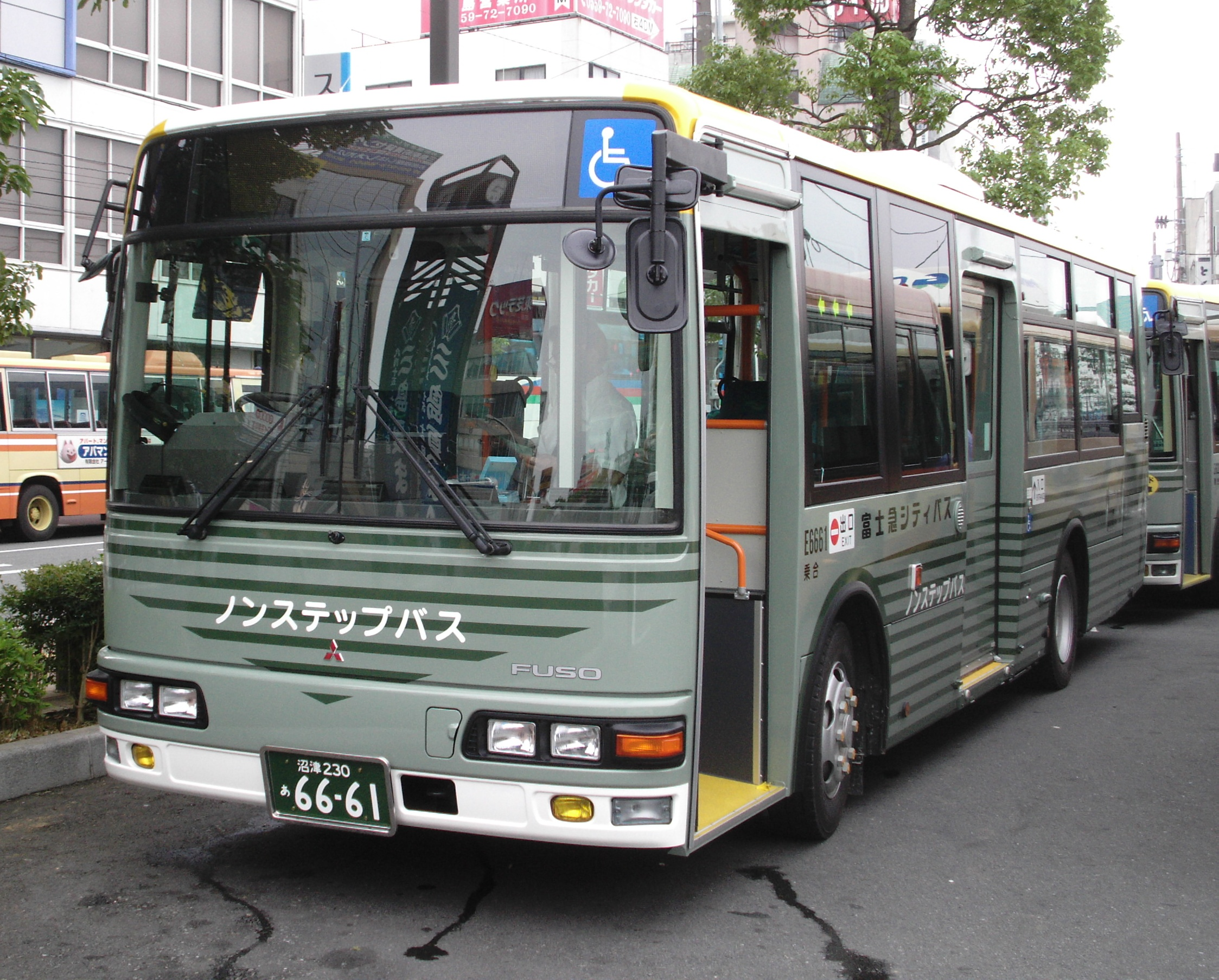
ノンステップバス E6661
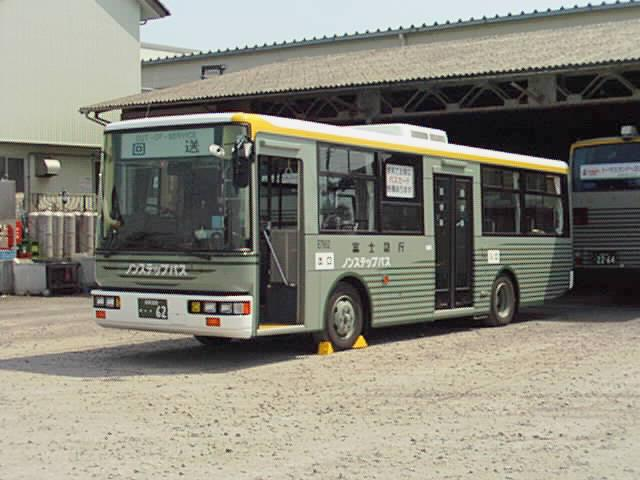
ノンステップバス E7952ぐりんぱのラッピングとLED方向幕に変更の後現在は廃車
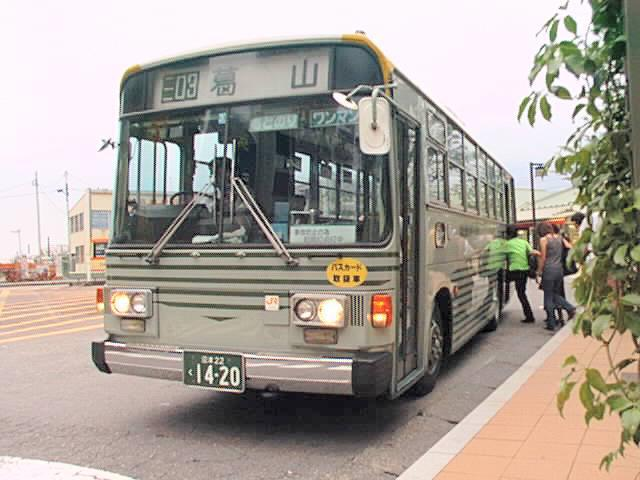
岳南鉄道バスからの移籍車（富士重工6E形） 現在は廃車
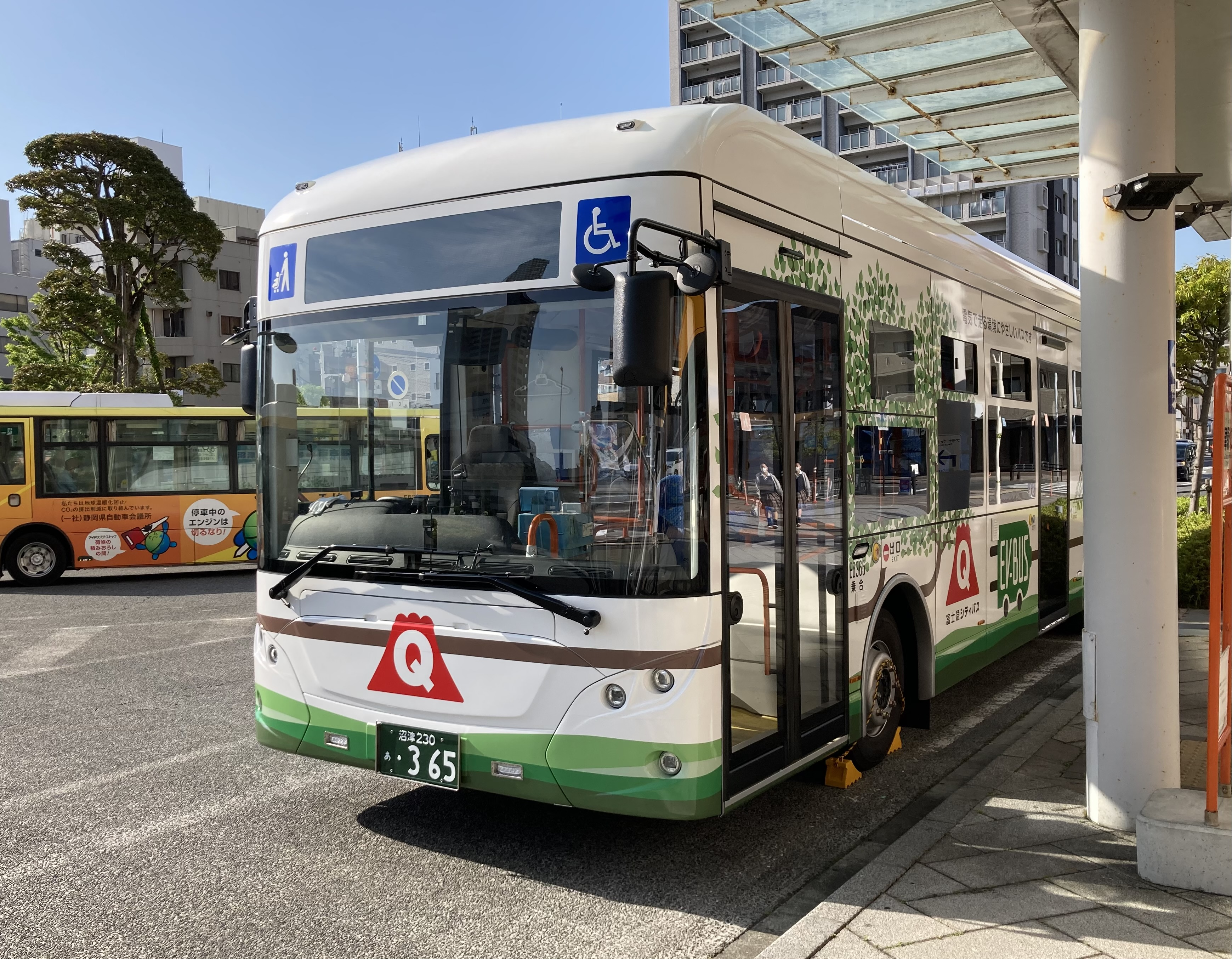
EVバス
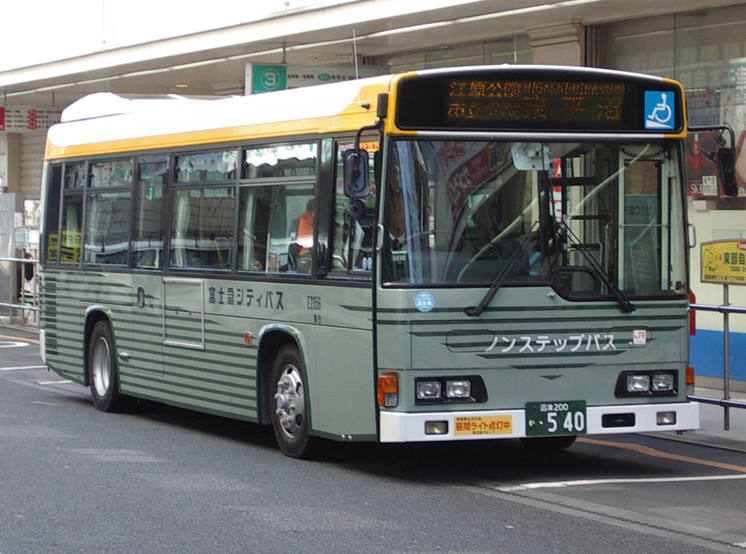
ノンステップバス
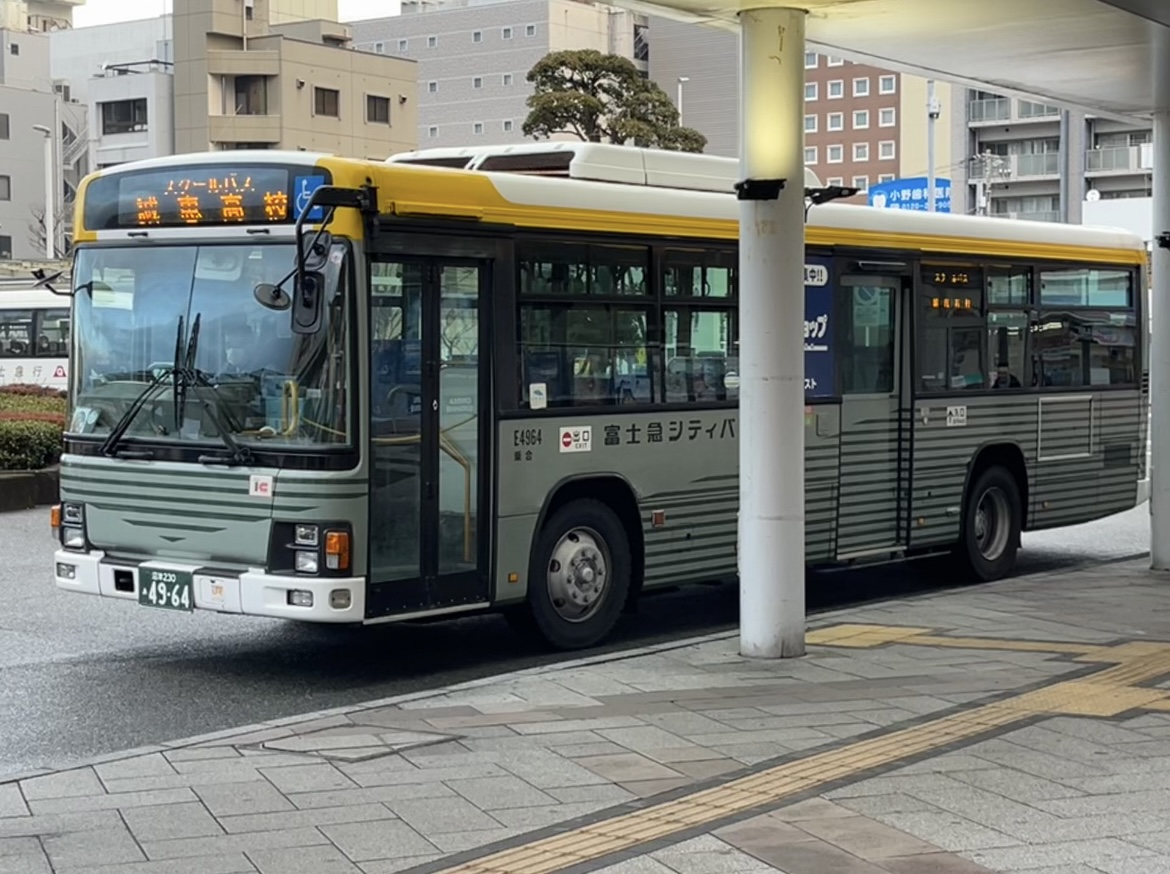
スクールバス
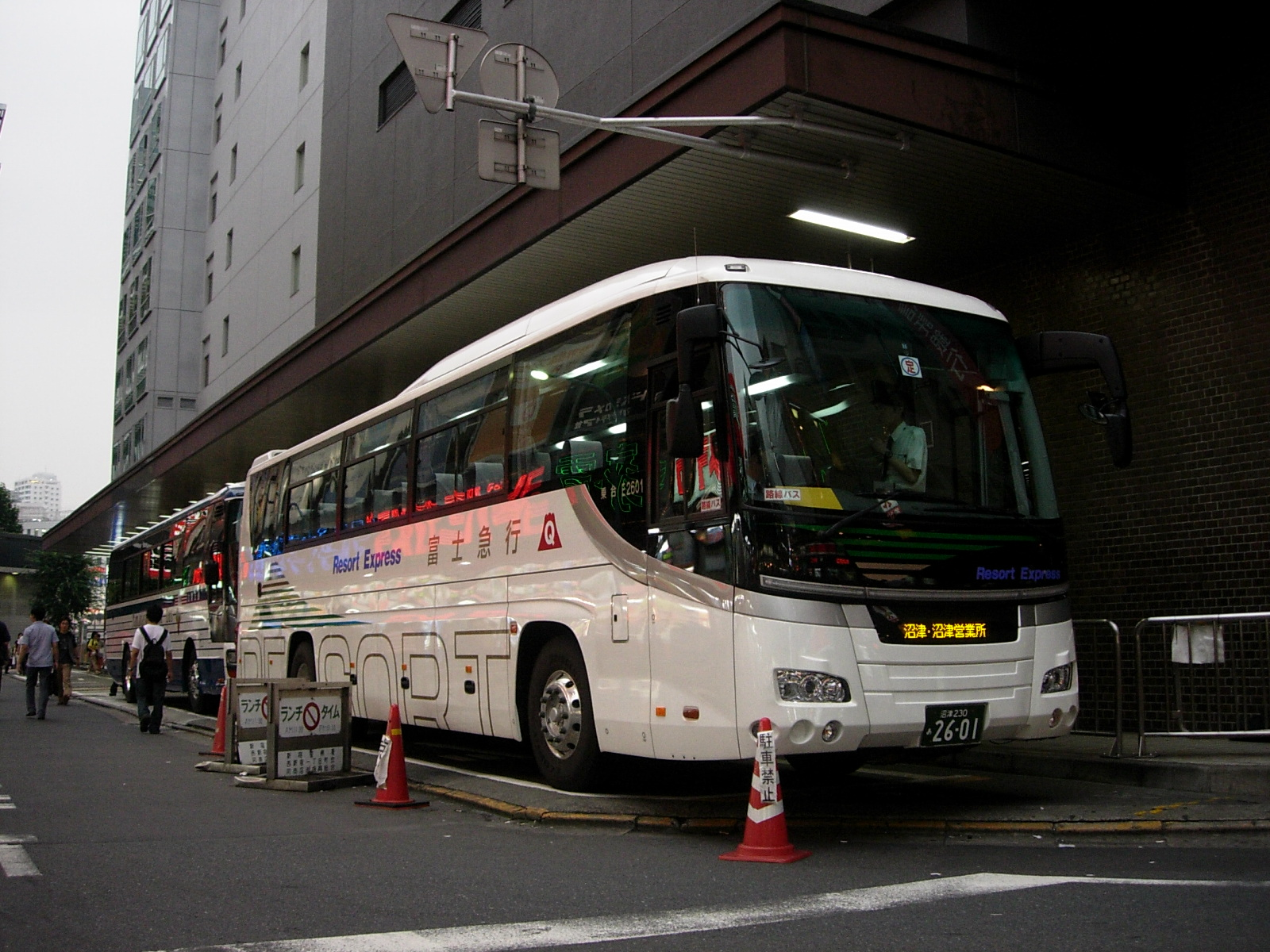
高速バスに使用されるセレガ E2601
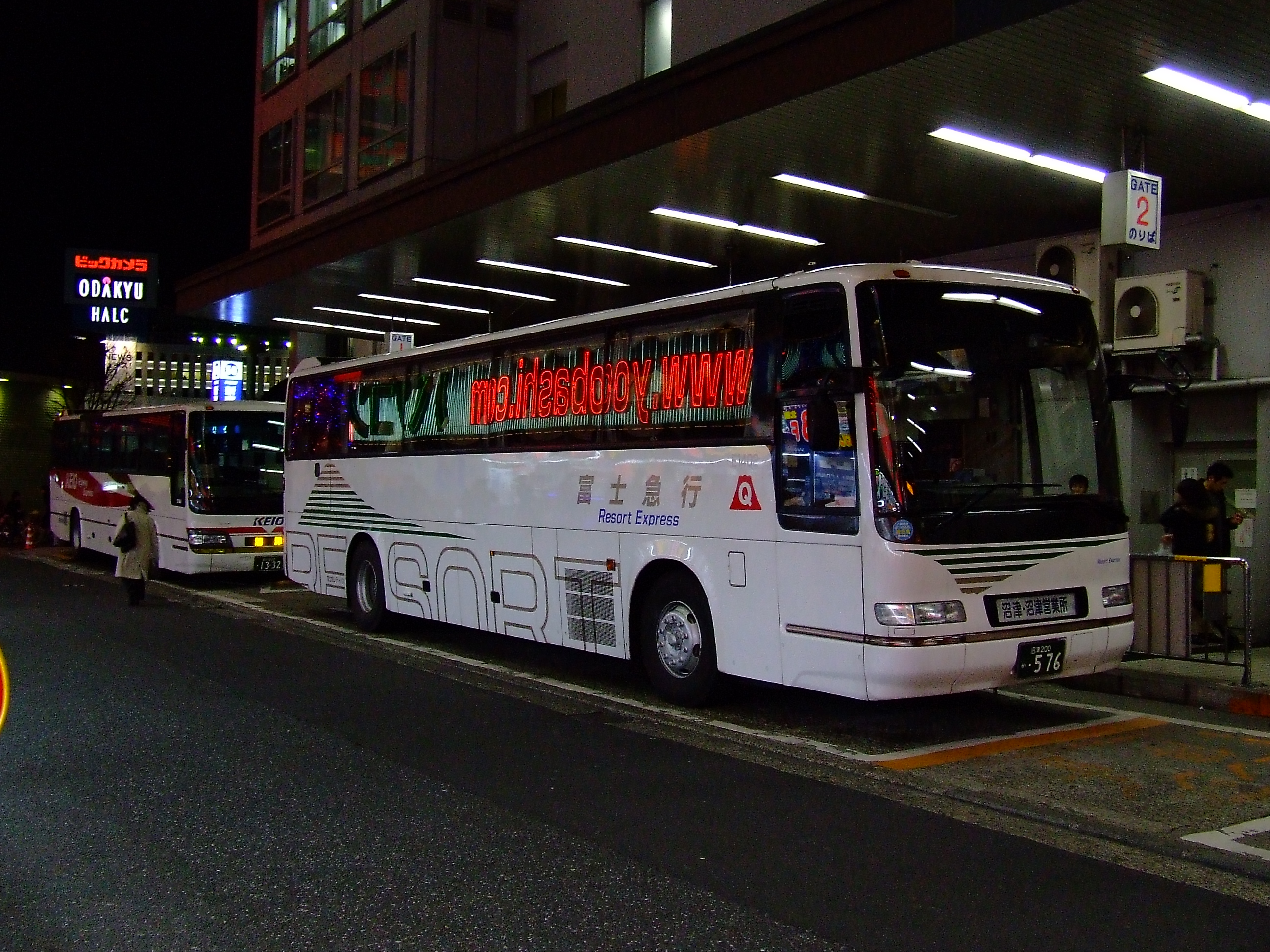
日野・セレガ (E1402) 現在は廃車
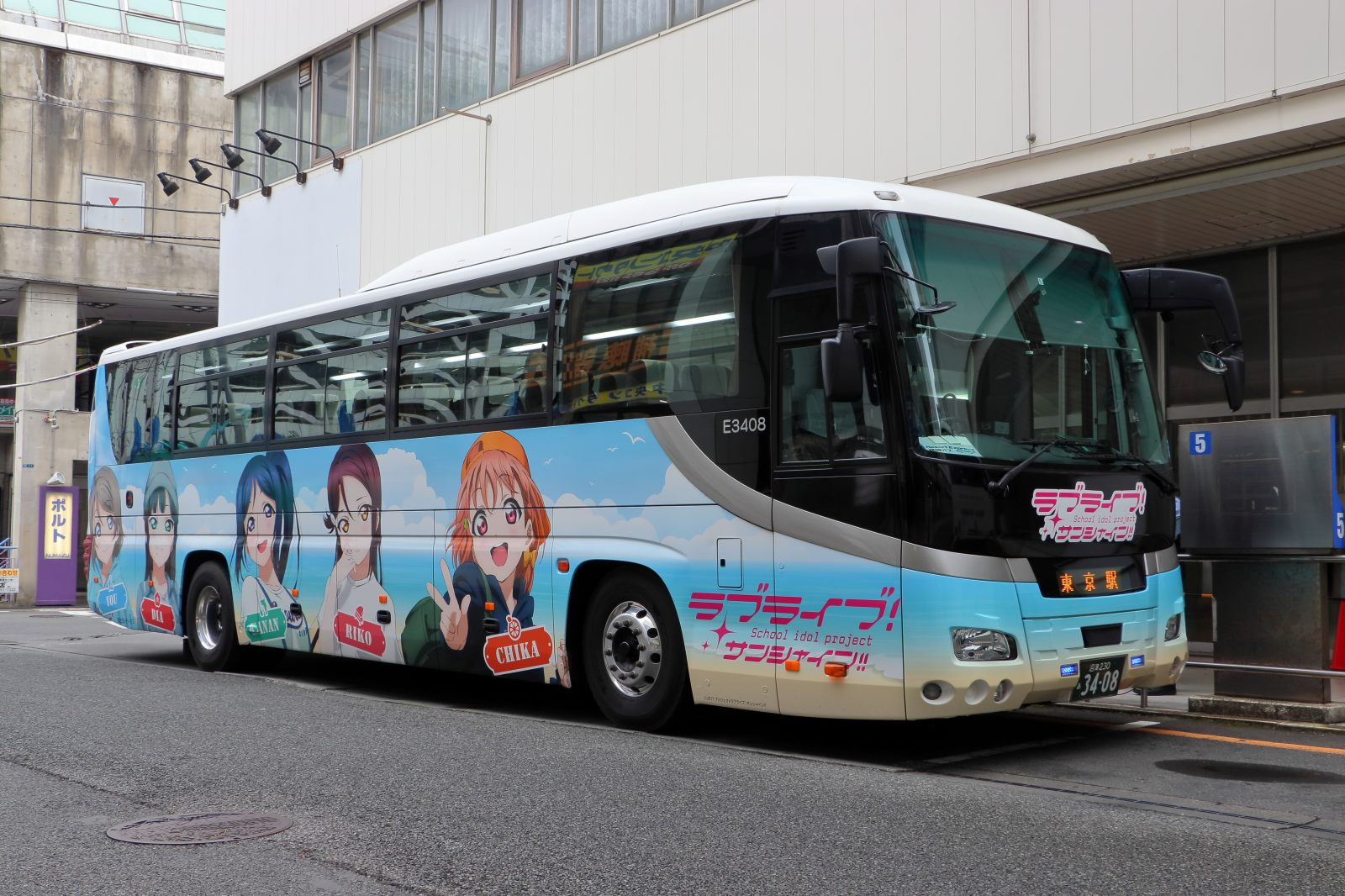
いすゞ・ガーラ (E3408) 「ラブライブ!サンシャイン!!」ラッピング車両